# NGC 5175

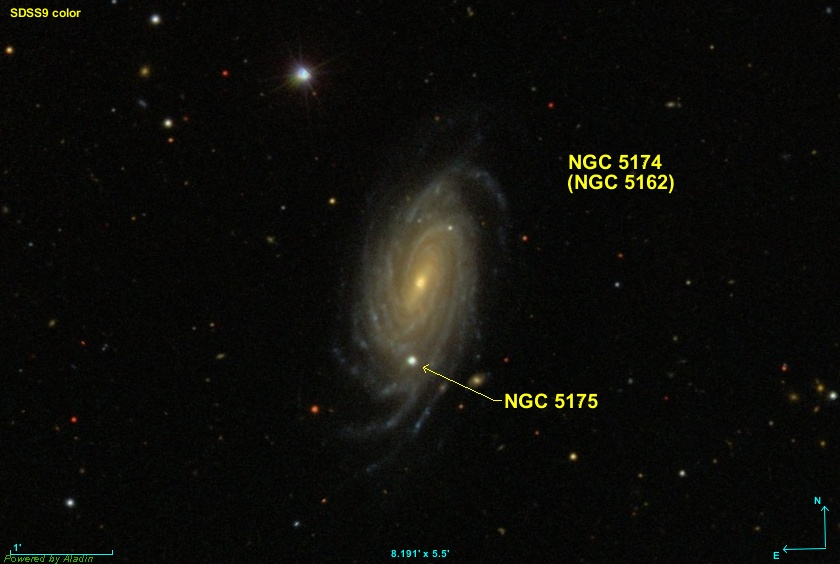
localização da estrela

NGC 5175 é uma estrela na direção da constelação de Virgo. O objeto foi descoberto pelo astrônomo William Herschel em 1784, usando um telescópio refletor com abertura de 18,6 polegadas.